# Ситдик-Муллино
Ситдик-Муллино (Бер-Икмак) (баш. Ситдих-Мулла) — деревня в Кебячевском сельсовете Аургазинского района Республики Башкортостан.

## Население
| 2002 | 2009 | 2010 |
| ---- | ---- | ---- |
| 70   | ↘65  | ↘57  |

Согласно переписи 2002 года, преобладающая национальность — башкиры (93 %).

## Географическое положение
Расстояние до:
- районного центра (Толбазы): 9 км,
- центра сельсовета (Кебячево): 6 км,
- ближайшей железнодорожной станции (Белое Озеро): 18 км.